# Puerto Santander
Puerto Santander è un comune della Colombia facente parte del dipartimento di Norte de Santander. Il comune è situato all'interno dell'Area metropolitana di Cúcuta.
Il comune venne istituito il 1º aprile 1994, con parte del territorio del comune di Cúcuta.